# Тотем волка у монголов
Тотем волка — религиозно-социальная система, распространенная среди монгольских народов, в основании которой лежит культ волка.

## Истоки тотема

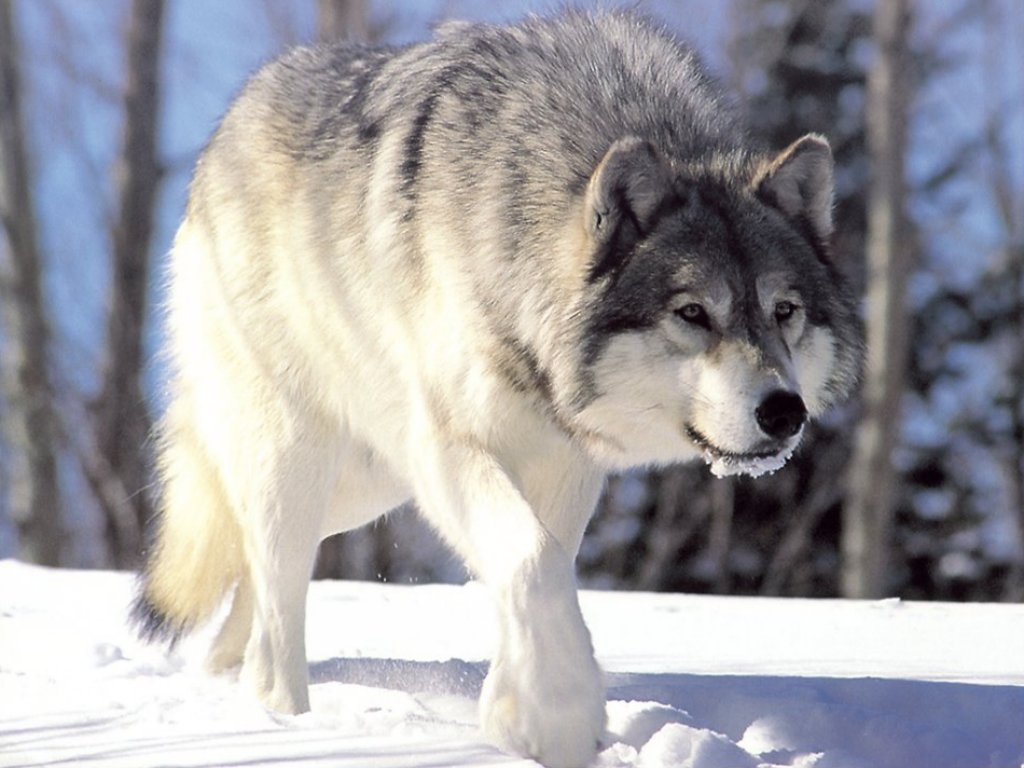
Волк — тотем рода Чонос

Согласно монгольской мифологии, волки — это животные небес и приносят хийморь мужчине. Хийморь — это своего рода удача и обозначает жизненную силу человека — звезда, приносящая удачу. О волках монголы говорят «ижил нэртэйд нь харагж, илүү тэнгэртэйд нь алагдана» (примерный перевод: «волка увидит тот, у кого с волком одинаковая удача, а добудет тот, у кого удача выше волчьей»).
В частично автобиографичном романе «Чонон сүлд» («Тотем волка») Цзян Жуна кочевые монголы рассказывают, что из наблюдений за волками почерпнули тактику сражений, которая помогла им создать огромную империю, а также понимание важности баланса экосистемы на равнинах.
Истоки тотема волка восходят ко времени протомонголов хунну, дунху и сяньби. Известно, что тотемом правящего рода хунну был волк. Почитание тотема волка также присутствовало у рода ашина и тюркютов (дулга). При этом в ряде источников говорится об их первоначальной монголоязычности. Согласно Н. Я. Бичурину, народ именуемый в китайских хрониках как «тукюе» 突厥 являлся монгольским и был известен под народным названием дулга.
Название рода «ашина» переводится с монгольского как «благородный волк». «А» — префикс уважения в китайском языке. Монголоязычность ашина поддерживали Л. Н. Гумилёв, Н. Я. Бичурин, М. И. Артамонов. По Л. Н. Гумилёву, когда объединение ашина «вышло на арену истории, всем его представителям был понятен межплеменной язык того времени — сяньбийский, то есть древнемонгольский». В книге «Открытие Хазарии» упоминается Ашина Шоно (Волк), один из самых видных кавалерийских генералов империи Тан, бывший личным другом императора Ли Шиминя.

## Этноним чонос у монголов
Среди монгольских народов распространен этноним чонос (шоно). Чонос, также чинос, шонос, шинос и шонод (множественное число), в единственном числе — монг. чоно (волк) с различных диалектов монгольского языка переводится как «волки». Появление родового названия чонос напрямую связано с существованием тотема волка у древних монголов.
Этнонимы со значением «волк» в монгольской среде имеют широкое распространение. Одно из ранних упоминаний монгольского этнонима чино связано с сяньбийскими Чину, составлявших один из аймаков Сяньби. Некоторые ученые считают, что из рода чонос ответвились кияты и борджигины.
Согласно Аюудайн Очиру, название рода борджигин, также возникло в связи с тотемом волка. Монгольское слово бор (boru) переводится как «светло-серый, серый, буланый с серым оттенком, синеватый серый». Монголы словом бөртэ также именуют волчонка. По сей день у монголов также сохранился род бүрд или бурд (то есть чоно, волк). В бурятском языке, слово буртэ имеется в сочетаниях «хухэ буртэ шоно — матерый серый волк», «буртэ-гэрхэн — серенький», то есть значение этого слова ~ серый.

### Бортэ-Чино — легендарный предок монголов
Древний этноним отражен в имени Бортэ-Чино, легендарного предка монгольских народов. Имя Бортэ-Чино с монгольского буквально переводится как «сивый волк». В исторических памятниках запечатлены строки, гласящие о том, что Чингисхан, находясь на охоте в Хангайских горах, повелел: «попадут в облаву Борте Чино и Гоа Марал. Не иди на них». Борте Чино и Гоа Марал, далекие предки монголов, были также и их онгонами (духами предков рода). Ученые, рассматривая данное событие, пришли к заключению, что волк и марал были тотемами древних монголов, поэтому на них было запрещено охотиться.

### Буряадай-Мэргэн — предок бурятских родов
Впоследствии какие-то части носителей этнонимов бури — чину могли смешаться и оказаться в Прибайкалье, в дальнейшем в легендах именуясь буртэ-чино ~ буритай-чино. Аналогом Буртэ-Чино в бурятских легендах является Бурядай. Согласно Б. З. Нанзатову, Бурядай и Буртэ — это фонетические варианты одного и того же слова. Согласно устным преданиям, Бурядай — сын Барга-Батора, брат Олёдоя и Хоридоя, отец Ихирида и Булагада. Ихирид (Эхирид) и Булагад стали родоначальниками эхиритов и булагатов, Хоридой — хори-бурятов, Олёдой — сэгэнутов-олётов (ойратов). В имени Барга-Батора отражен этноним древних баргутов.
Б. Р. Зориктуев полагает, что фактором монголоязычия прибайкальского региона послужило прибытие на эти земли древнего монгольского племени Буртэ-Чино. Согласно В. В. Ушницкому, в эпизоде супружеского союза Добун-Мэргэна и Алан-Гоа закодирован результат этнического процесса соединения буртэ-чиносцев с хори и баргутами. Этноним шоно среди бурят, как полагает Д. Д. Нимаев, имеет отношение к сяньбийским чину, о связи которых с многочисленными современными монгольскими чиносцами указывает Г. Сухбаатар. Согласно Б. З. Нанзатову, распространение этнонима шоно относится к сяньбийской традиции и имеет сяньбийские корни.